# 나즈 리드

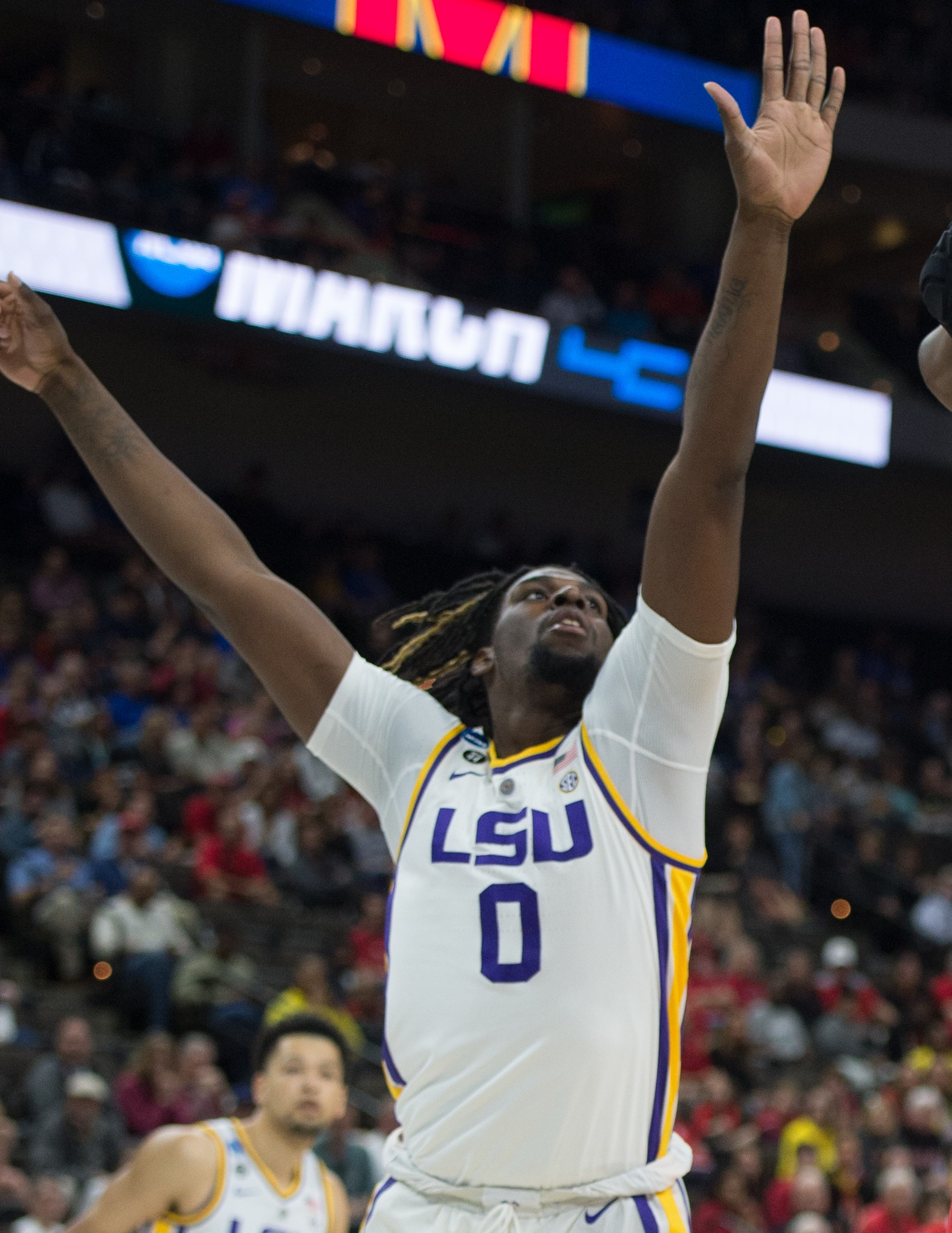
2019년 모습

나즈 리드(Naz Reid, 본명: 나즈레온 힐튼 리드, Nazreon Hilton Reid, 1999년 8월 26일 ~ )는 전미 농구 협회(NBA) 소속 미네소타 팀버울브스의 프로 농구 선수이다. "두 단어"라는 별명을 가진 그는 LSU 타이거스에서 대학 농구를 했다. 리드는 2024년 NBA 올해의 식스맨 상을 수상했다.

## 고등학교 경력
리드는 뉴저지 주 애즈베리파크에서 자랐으며 로젤 카톨릭 고등학교에 다녔다. 리드는 경기당 평균 14.8득점, 7.7리바운드, 2.1블록을 기록한 시니어 시즌에 이어 2018 맥도널드 올 아메리칸 보이스 게임에 초대되었다. 이날 그는 20분 동안 뛰면서 15득점, 11리바운드, 2어시스트, 1블록을 기록했다. 리드는 로젤 카톨릭이 NJSIAA 토너먼트 오브 챔피언스에서 돈 보스코 프렙을 물리치면서 22점을 획득했다. 고등학교 시절 그는 와일드 핑거 롤 레이업에 초점을 맞춘 인터넷 운동인 젤리 팸의 회원이었다. "빅 젤리"라는 별명을 가진 그는 크고 화려한 가드 역할을 하는 것으로 유명했다. NBA에 진출한 유일한 운동 멤버였다.

### 리크루트
리드는 고등학교 때 합의된 5성급 신입 선수였으며, 뉴저지 최고의 파워 포워드, 미국에서 세 번째로 좋은 파워 포워드로 선정되었으며, 247개 스포츠에서 동급 최고의 선수 22위에 올랐다. 2017년 9월 12일, 리드는 친구 매튜 맥마혼과 함께 LSU(Louisiana State University)에서 대학 농구를 하기로 약속했다. 리드는 나중에 "저를 학교에 끌어들인 것은 웨이드 코치, [보조] 그렉 하이어(Greg Heiar) 코치, 다른 모든 코치들이다."라고 말했다.

## 대학 경력
리드는 2018년 11월 6일 사우스이스턴 루이지애나 대학교를 상대로 94-63 승리를 거두며 17득점 6리바운드를 기록하며 대학 데뷔를 했다. 3일 후, 그는 시즌 최고인 29득점, 7리바운드, 아크 뒤에서 4-6 슈팅을 기록했다. 신입생 시즌 동안 리드는 평균 13.6득점, 7.2리바운드, 0.9어시스트를 기록했다. 2019년 4월 3일, 그는 2019 NBA 드래프트를 선언하고 에이전트를 고용하여 마지막 3년의 대학 자격을 포기했다.